# 01-10
Zoé 01-10 es un álbum recopilatorio en el que colaboran Enrique Bunbury, Vetusta Morla, Dorian y Annie B. Sweet, lanzado únicamente en España. 01-10 es una especie de homenaje a los 10 años de existencia de la banda. El 15 de abril de ese año, llegaron a San Francisco, California, el 16 se presentaron en Ventura, California. El 17 fueron los únicos mexicanos en la edición 2010 de Coachella en Indio, California.
A finales del mes estuvieron en Barcelona y a comienzos de mayo reforzaron la salida de su álbum 01-10 en España, con presentaciones en vivo en Bilbao, Zaragoza y Madrid.

"Este disco representa la mejor manera de resumir toda nuestra discografía, de plasmar el viaje de Zoé, y no a través de grandes éxitos, sino con las canciones que mejor representan cada momento de la banda". Rodrigo Guardiola

## Lista de canciones
1. "Love"
2. "Nada (Ft. Enrique Bunbury)"
3. "Vía Láctea (Ft. Dorian)"
4. "Poli (Ft. Annie-B-Sweet)"
5. "No Me Destruyas"
6. "Corazón Atómico (Ft. Tim Burguess)"
7. "Paula"
8. "Peace & Love"
9. "Solo"
10. "Veneno (Reinterpretada por Vetusta Morla)"
11. "Miel"
12. "Nunca"
13. "Dead"
14. "Soñé"
15. "Polar"
16. "Paz"[2]

## Sencillos
- "Nada (Featuring Enrique Bunbury)"

## Bonus Track
- "Deja Te Conecto (Live)"